# Кафедральний собор (Афіни)
Кафедральний собор Благовіщення Пресвятої Богородиці в Афінах (грец. Καθεδρικός Ναος Ευαγγελισμού της Θεοτόκου), часто скорочено іменується Мітро́полі — кафедральний собор Архієпископа Афінського і всієї Еллади.
Будівництво собору розпочалося у день Різдва 1842 року, фундамент його заклали король Греції Оттон І і королева Амалія. Для зведення храму використали мармур 72 зруйнованих на той час церков в Афінах. Над проектом загалом працювали 3 архітектори, серед яких і Феофіл ван Гансен. Через три роки усі будівельні роботи завершено. 21 травня 1862 року собор висвячено на честь Благовіщення Божої Матері (Ευαγγελισμός της Θεοτόκου) королем та королевою Греції.

## Архітектура комплексу
Собор купольний, тринавний. Усередині храму розміщено гробниці двох святих Греції, вбитих турками за часів османської влади: Святого Філофея і Патріарха Константинопольського Григорія V. Перший був замучений турками 1559 року за викуп грекинь із турецьких гаремів, другий — повішений за наказом турецького султана Махмуда II, а його тіло кинуто у Босфор в 1821 році у відповідь на грецьке повстання 25 березня, що призвело до Грецької війни за незалежність. Його тіло було врятовано грецькими моряками і врешті-решт передане Афінам.
Поруч із собором з півночі зведено невеличку Церкву Святого Елефтеріоса, її часто називаються Малим Метро́полісом.
На площі перед собором встановлено дві статуї: Святому Костянтину XI Драгашу та Архієпископу Дамаскіну, який в період Другої світової війни став Архієпископом Афінським, а також регентом короля Георга II і одночасно прем'єр-міністром Греції в 1946 році.
2009 року собор за заявою архієпископа Ієроніма II був закритий на річну реконструкцію.